# Лариха (Тюменская область)
Лариха — село в Ишимском районе Тюменской области России. Административный центр Ларихинского сельского поселения.

## История
До 1917 года центр Ларихинской волости Ишимского уезда Тюменской губернии. По данным на 1926 год состояло из 366 хозяйства. В административном отношении являлось центром Ларихинского сельсовета.
С 1923 по 1931 год было центром Ларихинского района Ишимского округа Уральской области.

## Население
| 2010 |
| ---- |
| 739  |

По данным переписи 1926 года в селе проживало 1684 человека (786 мужчин и 898 женщин), в том числе: русские составляли 98 % населения.
Согласно результатам переписи 2002 года, в национальной структуре населения русские составляли 86 % из 838 человек.